# Congochromis
Congochromis là một chi cichlidae nguồn gốc từ châu Phi.

## Loài
Hiện tại có năm loài ghi nhận trong chi này:
- Congochromis dimidiatus (Pellegrin, 1900)
- Congochromis pugnatus Stiassny & Schliewen, 2007
- Congochromis robustus Lamboj, 2012
- Congochromis sabinae (Lamboj, 2005)
- Congochromis squamiceps (Boulenger, 1902)